# Kussebode
Kussebode ist ein Ortsteil der Gemeinde Clenze im niedersächsischen Landkreis Lüchow-Dannenberg. Das Dorf liegt südöstlich vom Kernbereich von Clenze. Südwestlich vom Ort liegt das Naturschutzgebiet Gain.

## Geschichte
Kussebode war ursprünglich eine Gemeinde im Kreis Lüchow und wurde 1929 in die Gemeinde Gistenbeck eingegliedert, die ihrerseits am 1. Juli 1972 Teil der Gemeinde Clenze wurde.